# Arroyo Triste
Arroyo Triste är en ort i Mexiko.   Den ligger i kommunen Santa Catarina Juquila och delstaten Oaxaca, i den sydöstra delen av landet, 400 km sydost om huvudstaden Mexico City. Arroyo Triste ligger 1 028 meter över havet och antalet invånare är 122.
Terrängen runt Arroyo Triste är lite bergig. Runt Arroyo Triste är det ganska tätbefolkat, med 65 invånare per kvadratkilometer. Närmaste större samhälle är Santa Catarina Juquila, 16,5 km norr om Arroyo Triste. I omgivningarna runt Arroyo Triste växer huvudsakligen savannskog.